# سمبات چهارم باگراتونی
سمبات چهارم باگراتونی (به ارمنی: Սմբատ Դ Բագրատունի)،(به انگلیسی: Smbat IV Bagratuni) شاهزاده پارتی تبار ارمنی از دودمان باگراتونی، پسر مانوئل باگراتونی، سپهسالار ارتش خسرو پرویز و مرزبان دولت ساسانی در ارمنستان بود.

## جنگ ایران و ترکان ۶۱۸ میلادی
گرفتاری‌هایی که خسرو پرویز با دولت روم شرقی داشت باعث شد که مرزهای شمال شرقی ایران خراسان بزرگ بی‌دفاع بماند. هر چه که نیرو در ارتش بود در پیکار جنگ با دولت روم بودند.
خاقانات غربی ترک، قومی مهاجر در آسیای میانه بودند که دشمن شاهنشاهی ساسانی و دوست دولت روم شرقی بودند.در سال ۶۱۸ میلادی خاقانات غربی ترک به فرماندهی تون جبغو خان که رهبری قدرتمند بود، بسوی مرزهای ایران سرازیر شدند. خسرو پرویز سردار خود سمبات باگراتونی را بسوی خاقانات غربی ترک گسیل داشت. سمبات با سپاهی دو هزار نفری به جنگ تون جبغو خان رفت.

### دو روایت مختلف از این جنگ
سبئوس تاریخدان ارمنی قرن هفتم می‌نویسد که تون جبغو خان توانست افغانستان و قسمتی از پاکستان را تصرف و وارد خاک خراسان بزرگ و حتی تا اصفهان پیشروی و سمبات باگراتونی را مجبور به عقب‌نشینی کند. بعد از غارت اصفهان، تون جبغو خان دستور برگشت سپاهیان خود به آسیای میانه را می‌دهد. گرچه مطالب این تاریخدان ارمنی قانع‌کننده به نظر نمی‌رسد. اما زرین کوب در کتاب تاریخ مردم ایران نوشته‌است که سمبات باگراتونی سردار ارمنی ایران توانسته خاقانات غربی ترک را شکست بدهد و وادار به عقب‌نشینی کند و تمامی سرزمین‌های شرقی ایران را بازپس گیرد.